# St Andrew St John
St Andrew St John (22 août 1759 - 15 octobre 1817) est un homme politique anglais qui siège à la Chambre des communes britannique de 1780 à 1806, date à laquelle il hérite d'une pairie.

## Biographie
St John est né à Woodford, Northamptonshire, le fils de John St John, 12e baron St John de Bletso et de sa femme Susanna Louisa Simond, fille de Peter Simond. Il est éduqué par le Rév. John Skynner à Easton près de Stamford. Il est ensuite admis au Lincoln's Inn le 7 mai 1773 et au St John's College de Cambridge en 1776. Il reçoit la MA en 1779 et est appelé au barreau le 29 janvier 1782.
En 1780, St John est élu député du Bedfordshire . Il est un ami personnel de Charles James Fox, qui l'a soutenu tout au long de sa carrière politique. Il est sous-secrétaire d'État aux Affaires étrangères de Lord North pendant une courte période en 1783, mais par ailleurs, il est généralement très actif dans l'opposition. En avril 1784, il est invalidé sur pétition en faveur de Robert Henley-Ongley, baron Ongley mais renverse la situation quand Ongley est lui aussi invalidé sur sa pétition le 19 mai 1785. En 1787, il est l'un des promoteurs de la mise en accusation de Warren Hastings. Il est capitaine des volontaires de Bedford en 1803.
St Andrew devient le 14e Lord St John de Bletsoe lorsque son frère Henry meurt en 1805, et donc démissionne de son siège aux Communes. En tant que pair, il devient conseiller privé en 1806. En 1806 également, il devient capitaine des Gentlemen Pensioners jusqu'en 1807 et lieutenant-colonel des Bedford Volunteers jusqu'en 1808. En 1808, il devient membre de la Royal Society et membre de la Society of Antiquaries.
St John épouse Louisa Boughton, de 30 ans sa cadette, à St George Hanover Square, le 16 juillet 1807. Elle est la fille de Charles Rouse-Boughton et de Catherine Pearce Hall. St John a alors près de 50 ans et a derrière lui une longue carrière parlementaire dans laquelle il a été dans la plupart des cas du côté opposé au père de Louisa. Ils vivent à Melchbourne Park, Bedfordshire, et ont deux enfants, St Andrew et Louisa (née à titre posthume) qui épouse Norman Macleod 25th Chief. Lord St John est mort à l'âge de 58 ans, laissant Louisa veuve avec une jeune famille. Elle se remarie avec M. Serjeant Vaughan le 11 août 1828. Ils ont un fils, le Rév. Charles Lyndhurst Vaughan, et une fille, Edith, qui épouse Sir Charles Isham, 10e baronnet.